# Melamphaes acanthomus
Melamphaes acanthomus är en fiskart som beskrevs av Ebeling 1962. Melamphaes acanthomus ingår i släktet Melamphaes och familjen Melamphaidae. Inga underarter finns listade i Catalogue of Life.